# «Гаррі Поттер» у перекладах
Серія фантастичних романів про Гаррі Поттера стала одним з найбільш читаних творів дитячої літератури за всю історію. У квітні 2011 світові продажі книжок оцінювалися в близько 450 млн екземплярів. Складно точно визначити кількість мов, на яких переклали Гаррі Поттера. За найточнішими оцінками (у 2017), «Філософський камінь» офіційно перекладено 73 мовами. 74-м за ліком обіцяє бути переклад шотландської мовою, про що оголошено в червні 2017, і він має вийти у жовтні. Офіційні сайти видавництва Bloomsbury і самої авторки недавно заявили, що книжки про Гаррі перекладені 79 мовами (разом з оголошеним перекладом скотсом — 80). Втім, це число є досить спірним, якщо йдеться про легальні переклади, і сюди не включається мова оригіналу. Число ж авторизованих перекладів не збігається з числом мов, оскільки тією ж мовою може бути зроблено кілька законних перекладів.
Окрім того, книжки про Гаррі Поттера перекладали не тільки офіційними мовами, але й діалектами. Наприклад, відомі видання американською англійською і валенсійським діалектом каталонської. У деяких країнах той же переклад могли видавати в різній графіці (англійський оригінал шрифтом Брайля, у сербський переклад — вуковицею і гаєвицею).

## Список перекладів
|     | Мова            | Країна | Видавець (-ці) і поширювач (-і) | Перекладач (-і) | Назва (-ви) |
| --- | --------------- | --- | --- | --- | --- |
| 1.  | Азербайджанська | Азербайджан | Qanun | 1. Фехреддін Агазаде (Fəxrəddin Ağazadə) (I) 2. Кіфаєт Гаґвердієва (Kifayət Haqverdiyeva) (II) 3. Ферід Гюсейнлі (Fərid Hüseynli) (III) 4. Ґюльміра Фетуллаєва (Gülmira Fətullayeva) (IV) | 1. Harri Potter və fəlsəfə daşı 2. Harri Potter və sirlər otağı 3. Harri Potter və Azkaban məhbusu 4. Harri Potter və alov qədəhi |
| 2.  | Албанська       | Албанія | Видавничий дім Dituria | * Амік Касорухо (Amik Kasoruho) | 1. Harry Potter dhe guri filozofal 2. Harry Potter dhe Dhoma e të fshehtave 3. Harry Potter dhe i burgosuri i Azkabanit 4. Harry Potter dhe kupa e zjarrit 5. Harry Potter dhe urdhri i Feniksit 6. Harry Potter dhe Princi Gjakpërzier 7. Harry Potter dhe Dhuratat e Vdekjes |
| 3.  | Англійська      | - Велика Британія - Ірландія - Австралія - Нова Зеландія - Канада - ПАР (оригінальний текст) - США (адаптовано для американських читачів) | Велика Британія: Bloomsbury Publishing: Австралія/Нова Зеландія: Allen & Unwin Pty Ltd (поширювач): Канада: Bloomsbury/Raincoast (зараз поширенням займається Penguin Books): ПАР: Jonathan Ball Publishers США: Scholastic/Arthur A. Levine Books       | | 1. Harry Potter and the Philosopher's Stone (USA: Harry Potter and the Sorcerer's Stone) 2. Harry Potter and the Chamber of Secrets 3. Harry Potter and the Prisoner of Azkaban 4. Harry Potter and the Goblet of Fire 5. Harry Potter and the Order of the Phoenix 6. Harry Potter and the Half-Blood Prince 7. Harry Potter and the Deathly Hallows |
| 4.  | Арабська        | Арабський світ (країна перекладу — Єгипет)                                                                                                | Надет Міср | Мухаммад Ібрагім | 1. هاري بوتر وحجر الفيلسوف 2. هاري بوتر وحجرة الأسرار 3. هاري بوتر وسجين أزكابان 4. هاري بوتر وكأس النار 5. هاري بوتر وجماعة العنقاء 6. هاري بوتر والأمير الهجين 7. هاري بوتر ومقدسات الموت |
| 5.  | Астурійська     | Іспанія Астурія | Trabe | Хесус Гонсалес Рато (Xesús González Rato) | 1. Harry Potter y la piedra filosofal |
| 6.  | Африкаанс       | ПАР | Human & Rousseau (pty) Ltd. | 1. Яні Остейсен (Janie Oosthuysen) (I—V) 2. Кобус Гельденгейс (Kobus Geldenhuys) (VI—VII) | 1. Harry Potter en die Towenaar se Steen 2. Harry Potter en die Kamer van Geheimenisse 3. Harry Potter en die Gevangene van Azkaban 4. Harry Potter en die Beker Vol Vuur 5. Harry Potter en die Orde van die Feniks 6. Harry Potter en die Halfbloed Prins 7. Harry Potter en die Skatte van die Dood |
| 7.  | Баскська        | Іспанія Країна Басків | Elkarlanean | Іньякі Мендігурен (Iñaki Mendiguren) (I—VII) | 1. Harry Potter eta Sorgin Harria 2. Harry Potter eta Sekretuen Ganbera 3. Harry Potter eta Azkabango presoa 4. Harry Potter eta Suaren Kopa 5. Harry Potter eta Fenixaren Ordena 6. Harry Potter eta Odol Nahasiko Printzea 7. Harry Potter eta Herioaren Erlikiak |
| 8.  | Бенгальська     | - Бангладеш - Індія | Анкур Пракашані | 1. Сохраб Гасан (I) 2. Муніруззаман (II—III) 3. Асім Човдхурі (IV—VI) 4. Мохсін Габіб (VII) | 1. হ্যারি পটার এন্ড দ্য ফিলোসফার্স স্টোন 2. হ্যারি পটার এন্ড দ্য চেম্বার অব সিক্রেটস 3. হ্যারি পটার এন্ড দ্য প্রিজনার অব আজকাবান 4. হ্যারি পটার এন্ড দ্য গবলেট অব ফায়ার 5. হ্যারি পটার এন্ড দ্য অর্ডার অব দ্য ফিনিক্স 6. হ্যারি পটার এন্ড দ্য হাফ ব্লাড প্রিন্স 7. হ্যারি পটার এন্ড দ্য ডেথলি হ্যালোজ |
| 9.  | Болгарська      | Болгарія | Егмонт България | 1. Теодора Джебарова (I) 2. Маріана Екимова-Мелнишка (II—IV) 3. Емилія Масларова (V—VII) 4. Ралиця Ботева (VIII) | 1. Хари Потър и Философският камък 2. Хари Потър и Стаята на тайните 3. Хари Потър и Затворникът от Азкабан 4. Хари Потър и Огненият бокал 5. Хари Потър и Орденът на феникса 6. Хари Потър и Нечистокръвния принц 7. Хари Потър и Даровете на Смъртта 8. Хари Потър и Прокълнатото дете |
| 10. | Боснійська      | Боснія і Герцеговина | | Мир'яна Євтов (Mirjana Evtov) | 1. Harry Potter i kamen mudrosti 2. Harry Potter i odaja tajni 3. Harry Potter i zatvorenik Azkabana 4. Harry Potter i plameni pehar |
| 11. | Бретонська      | Франція Бретань | An Amzer | 1. Марк Керрен (Mark Kerrain) | 1. Harry Potter ha Maen ar Furien |
| 12. | Валлійська      | Велика Британія ( Уельс) | Bloomsbury | - Емілі Г'юс (Emily Huws) (I) | 1. Harri Potter a Maen yr Athronydd |
| 13. | В'єтнамська     | В'єтнам | Youth Publishing House | Лі Лян (Lý Lan) | 1. Harry Potter và Hòn Đá Phù Thủy 2. Harry Potter và Phòng Chứa Bí Mật 3. Harry Potter và Tên Tù Nhân Ngục Azkaban 4. Harry Potter và Chiếc Cốc Lửa 5. Harry Potter và Hội Phượng Hoàng 6. Harry Potter và Hoàng Tử Lai 7. Harry Potter và Bảo Bối Tử Thần |
| 14. | Вірменська      | Вірменія | «Медіанет» (I 2004) «Зангак» (I 2016) | 1. Ліліт Мкртчян (I 2004) 2. Алвард Живанян (I 2016) | 1. Հարրի Փոթթերը եւ փիլիսոփայական քարը (I 2004) (нелегальний) 2. Հարրի Փոթերը և Փիլիսոփայական քարը (I 2016) 3. Հարրի Փոթերը և Գաղտնիքների սենյակը |
| 15. | Галісійська     | Іспанія (Галісія) | Editorial Galaxia | 1. Марілар Алейхандре (Marilar Aleixandre) (I) 2. Єва Альмазан (Eva Almazán) (II—IV) 3. Лаура Саес (Laura Sáez) (V, VII) 4. Карлос Асеведо (Carlos Acevedo) (VI) | 1. Harry Potter e a pedra filosofal 2. Harry Potter e a Cámara dos Segredos 3. Harry Potter e o preso de Azkaban 4. Harry Potter e o Cáliz de fogo 5. Harry Potter e a Orde do Fénix 6. Harry Potter e o misterio do príncipe 7. Harry Potter e as reliquias da morte |
| 16. | Гінді           | Індія | Manjul Publishing House Pvt. Ltd. | Судхір Діксіт (Sudhir Dixit) (I—VII) | 1. हैरी पॉटर और पारस पत्थर 2. हैरी पॉटर और रहस्यमयी तहख़ाना 3. हैरी पॉटर और अज़्काबान का क़ैदी 4. हैरी पॉटर और आग का प्याला 5. हैरी पॉटर और मायापंछी का समूह 6. हैरी पॉटर और हाफ़-ब्लड प्रिंस 7. हैरी पॉटर और मौत के तोहफे |
| 17. | Гренландська    | Гренландія | Atuakkiorfik Greenland Publishers | Стефен Гаммекен (Stephen Hammeken) | 1. Harry Potter ujarallu inuunartoq |
| 18. | Грузинська      | Грузія | Видавництво «Бакур Сулакаурі» (ბაკურ სულაკაურის) | 1. Манана Антадзе (I) 2. Давіт Габунія (II, III) 3. Кетеван Канчашвілі (IV, VI) 4. І. Беріяшвілі (V) 5. Цицо Хоцуашвілі (VII) | 1. ჰარი პოტერი და ფილოსოფიური ქვა 2. ჰარი პოტერი და საიდუმლო ოთახი 3. ჰარი პოტერი და აზკაბანის ტყვე 4. ჰარი პოტერი და ცეცხლოვანი თასი 5. ჰარი პოტერი და ფენიქსის ორდენი 6. ჰარი პოტერი და ნახევარპრინცი 7. ჰარი პოტერი და სიკვდილის საჩუქრები |
| 19. | Грецька         | - Греція - Кіпр | Psichogios Publications | 1. Майя Рутсу (I) 2. Кайті Іконому (II—VII) | 1. Ο Χάρι Πότερ και η Φιλοσοφική Λίθος 2. Ο Χάρι Πότερ και η Κάμαρα με τα Μυστικά 3. Ο Χάρι Πότερ και ο Αιχμάλωτος του Αζκαμπάν 4. Ο Χάρι Πότερ και το Κύπελλο της Φωτιάς 5. Ο Χάρι Πότερ και το Τάγμα του Φοίνικα 6. Ο Χάρι Πότερ και ο Ημίαιμος Πρίγκηψ 7. Ο Χάρι Πότερ και οι Κλήροι του Θανάτου |
| 20. | Гуджараті       | Індія (Гуджарат) | Manjul Publishing House Pvt. Ltd. | 1. Гаріш Наяк (Harish Nayak) 2. Джагруті Тріведі (Jagruti Trivedi) | 1. હેરી પોટર અને પારસમણિ 2. હેરી પોટર અને રહસ્યમય ભોંયરુ 3. હેરી પોટર અને અઝકાબાનનો કેદી 4. હેરી પોટર અને આગનો પ્યાલો 5. હેરી પોટર અને ફિનિક્સની ફોજ 6. હેરી પોટર અને હાફ-બ્લડ પ્રીન્સ 7. હેરી પોટર અને મોતની સોગાદો |
| 21. | Данська         | Данія | Gyldendal | Ганна Лютцен (Hanna Lützen) | 1. Harry Potter og De Vises Sten 2. Harry Potter og Hemmelighedernes Kammer 3. Harry Potter og Fangen fra Azkaban 4. Harry Potter og Flammernes Pokal 5. Harry Potter og Føniksordenen 6. Harry Potter og Halvblodsprinsen 7. Harry Potter og Dødsregalierne |
| 22. | Давньогрецька   | | Bloomsbury | Ендр'ю Вілсон (Andrew Wilson) (I) | 1. Ἅρειος Ποτὴρ καὶ ἡ τοῦ φιλοσόφου λίθος |
| 23. | Естонська       | Естонія | Varrak Publishers | 1. Кайса Каер (Kaisa Kaer) 2. Кріста Каер (Krista Kaer) | 1. Harry Potter ja tarkade kivi 2. Harry Potter ja saladuste kamber 3. Harry Potter ja Azkabani vang 4. Harry Potter ja tulepeeker 5. Harry Potter ja Fööniksi Ordu 6. Harry Potter ja segavereline prints 7. Harry Potter ja Surma vägised |
| 24. | Західнофризька  | Нідерланди ( Фрисландія) | Uitgeverij Bornmeer | - Єтске Білкер (Jetske Bilker) | 1. Harry Potter en de stien fan 'e wizen |
| 25. | Іврит           | Ізраїль | ТОВ «Міскаль» (Єдіот Ахронот і Сіфрей Гемед) / Books in the Attic Ltd. | - Ґілі Бар-Гіллель | 1. הארי פוטר ואבן החכמים 2. הארי פוטר וחדר הסודות 3. הארי פוטר והאסיר מאזקבאן 4. הארי פוטר וגביע האש 5. הארי פוטר ומסדר עוף החול 6. הארי פוטר והנסיך חצוי־הדם 7. הארי פוטר ואוצרות המוות |
| 26. | Індонезійська   | Індонезія | Penerbit PT Gramedia Pustaka Utama | - Лістіана Срісанті (Listiana Srisanti) (I—V) | 1. Harry Potter dan Batu Bertuah 2. Harry Potter dan Kamar Rahasia 3. Harry Potter dan Tawanan Azkaban 4. Harry Potter dan Piala Api 5. Harry Potter dan Orde Phoenix 6. Harry Potter dan Pangeran Berdarah-Campuran 7. Harry Potter dan Relikui Kematian |
| 27. | Ірландська      | - Ірландія - Велика Британія | Bloomsbury | - Марє Нік Велань (Máire Nic Mhaoláin) (I) | 1. Harry Potter agus an Órchloch |
| 28. | Ісландська      | Ісландія | Bjartur | 1. Хельга Харальдсдоттір (Helga Haraldsdóttir) (I—VII) 2. Йон Халлур Стефанссон (Jón Hallur Stefánsson) (V) | 1. Harry Potter og viskusteinninn 2. Harry Potter og leyniklefinn 3. Harry Potter og fanginn frá Azkaban 4. Harry Potter og eldbikarinn 5. Harry Potter og Fönixreglan 6. Harry Potter og Blendingsprinsinn 7. Harry Potter og Dauðadjásnin |
| 29. | Іспанська       | - Іспанія (кастильський діалект) - Латинська Америка: (і стандартна латиноамериканська й ріоплатська версія)                              | Ediciones Salamandra | 1. Алісія Веллепіане Роусон (Alicia Dellepiane Rawson) (I) 2. Ньєвес Мартін Азофра (Nieves Martín Azofra) (II—IV) 3. Адольфо Муньйос Гарсія (Adolfo Muñoz García) (II—IV) 4. Гемма Ровіра Ортега (Gemma Rovira Ortega) (V—VII) | 1. Harry Potter y la Piedra Filosofal 2. Harry Potter y la cámara secreta 3. Harry Potter y el prisionero de Azkaban 4. Harry Potter y el cáliz de fuego 5. Harry Potter y la Orden del Fénix 6. Harry Potter y el misterio del príncipe 7. Harry Potter y las Reliquias de la Muerte |
| 30. | Італійська      | - Італія - Сан-Марино - Швейцарія | Adriano Salani Editore | 1. Марина Астролого (Marina Astrologo) (I—II) 2. Беатріче Мазіні (Beatrice Masini) (III—VII) - Ілюстрації Серени Рільєтті (Serena Riglietti) | 1. Harry Potter e la Pietra Filosofale 2. Harry Potter e la Camera dei Segreti 3. Harry Potter e il Prigioniero di Azkaban 4. Harry Potter e il Calice di Fuoco 5. Harry Potter e l'Ordine della Fenice 6. Harry Potter e il Principe Mezzosangue 7. Harry Potter e i Doni della Morte |
| 31. | Каталонська     | - Андорра - Іспанія - Балеарські острови, - Каталонія - Валенсія - Італія - Сардинія (Альгеро)                                            | Editorial Empúries; валенсійський варіант опубліковано Tàndem Edicions, S.L. | 1. Лаура Ескоріуела (Laura Escorihuela) (I—IV) [ Валенсійська адаптація перекладу Лаури Ескоріуели виконана компанією Salvador, (I—II)] 2. Марк Альсега (Marc Alcega) (IV) 3. Хав'єр Пам'єс (Xavier Pàmies) (V—VII) | 1. Harry Potter i la pedra filosofal 2. Harry Potter i la cambra secreta 3. Harry Potter i el pres d'Azkaban 4. Harry Potter i el calze de foc 5. Harry Potter i l'orde del Fènix 6. Harry Potter i el Misteri del Príncep 7. Harry Potter i les relíquies de la Mort |
| 32. | Китайська       | Спрощена орфографія: - КНР Традиційна орфографія: - Тайвань - Гонконг - Макао                                                             | Спрощена орфографія: Народний літературно-видавничий дім ([人民文学出版社] Помилка: {{Lang}}: невпізнаний код мови: zh-s (допомога)); Традиційна орфографія: Видавництво «Корона» ([皇冠出版社] Помилка: {{Lang}}: невпізнаний код мови: zh-t (допомога) | Спрощена орфографія: 1. Си Нон ([苏农] Помилка: {{Lang}}: невпізнаний код мови: zh-s (допомога)) (I) 2. Ма Айдзінь ([马爱新] Помилка: {{Lang}}: невпізнаний код мови: zh-s (допомога)) (II, IV, V) 3. Чжен Сюмі ([郑须弥] Помилка: {{Lang}}: невпізнаний код мови: zh-s (допомога)) (III) 4. Ма Айнон ([马爱农] Помилка: {{Lang}}: невпізнаний код мови: zh-s (допомога)) (V) 5. Цай Вень ([蔡文] Помилка: {{Lang}}: невпізнаний код мови: zh-s (допомога)) (V) Традиційна орфографія: 1. Пен Чієн-Вень ([彭倩文] Помилка: {{Lang}}: невпізнаний код мови: zh-t (допомога); Peng Qianwen) (I—IV) 2. Видавнича і перекладацька група «Корона» ([皇冠編譯組] Помилка: {{Lang}}: невпізнаний код мови: zh-t (допомога); Хуангуань Б'яні Дзу) (V—VII) | Спрощена орфографія: 1. [哈利·波特与魔法石] Помилка: {{Lang}}: невпізнаний код мови: zh-s (допомога) 2. [哈利·波特与密室] Помилка: {{Lang}}: невпізнаний код мови: zh-s (допомога) 3. [哈利·波特与阿兹卡班的囚徒] Помилка: {{Lang}}: невпізнаний код мови: zh-s (допомога) 4. [哈利·波特与火焰杯] Помилка: {{Lang}}: невпізнаний код мови: zh-s (допомога) 5. [哈利·波特与凤凰社] Помилка: {{Lang}}: невпізнаний код мови: zh-s (допомога) 6. [哈利·波特与“混血王子”] Помилка: {{Lang}}: невпізнаний код мови: zh-s (допомога) 7. [哈利·波特与死亡圣器] Помилка: {{Lang}}: невпізнаний код мови: zh-s (допомога) Традиційна орфографія: 1. [哈利波特—神秘的魔法石] Помилка: {{Lang}}: невпізнаний код мови: zh-t (допомога) 2. [哈利波特—消失的密室] Помилка: {{Lang}}: невпізнаний код мови: zh-t (допомога) 3. [哈利波特—阿茲卡班的逃犯] Помилка: {{Lang}}: невпізнаний код мови: zh-t (допомога) 4. [哈利波特—火盃的考驗] Помилка: {{Lang}}: невпізнаний код мови: zh-t (допомога) 5. [哈利波特—鳳凰會的密令] Помилка: {{Lang}}: невпізнаний код мови: zh-t (допомога) 6. [哈利波特—混血王子的背叛] Помилка: {{Lang}}: невпізнаний код мови: zh-t (допомога) 7. [哈利波特—死神的聖物] Помилка: {{Lang}}: невпізнаний код мови: zh-t (допомога) |
| 33. | Корейська       | Південна Корея | Видавництво «Мунхак Сучхуп» | 1. Кім Х'е-вон (I—IV) 2. Інджа Чхое (V) | 1. 해리 포터와 마법사의 돌 2. 해리 포터와 비밀의 방 3. 해리 포터와 아즈카반의 죄수 4. 해리 포터와 불의 잔 5. 해리 포터와 불사조 기사단 6. 해리 포터와 혼혈 왕자 7. 해리 포터와 죽음의 성물 |
| 34. | Кхмерська       | Камбоджа | Cambodia Daily Press | - Ун Тім | 1. ហេរី ផោតធ័រ និង សិលាទេព 2. ហេរី ផោតធ័រ និង បន្ទប់ សម្ងាត់ |
| 35. | Латинська       | | Bloomsbury | - Пітер Нідгем (Peter Needham) (I—II) | 1. Harrius Potter et Philosophi Lapis 2. Harrius Potter et Camera Secretorum |
| 36. | Латиська        | Латвія | Jumava | 1. Інґус Йостс (Ingus Josts) (I—VII) 2. Єва Колмане (Ieva Kolmane) (IV—VII) 3. Сабине Озола (Sabīne Ozola) (V, VII) 4. Мара Полякова (Māra Poļakova) (V, VII) | 1. Harijs Poters un Filozofu akmens 2. Harijs Poters un Noslēpumu kambaris 3. Harijs Poters un Azkabanas gūsteknis 4. Harijs Poters un Uguns biķeris 5. Harijs Poters un Fēniksa Ordenis 6. Harijs Poters un Jauktasiņu princis 7. Harijs Poters un Nāves dāvesti |
| 37. | Литовська       | Литва | ТОВ «Alma Littera» | - Зіта Марієне (Zita Marienė) | 1. Haris Poteris ir Išminties akmuo 2. Haris Poteris ir Paslapčių kambarys 3. Haris Poteris ir Azkabano kalinys 4. Haris Poteris ir Ugnies taurė 5. Haris Poteris ir Fenikso Brolija 6. Haris Poteris ir Netikras Princas 7. Haris Poteris ir Mirties relikvijos |
| 38. | Люксембурзька   | Люксембург | Kairos Edition | 1. Флоренс Берг (Florence Berg) (I—II) 2. Ґі Берг (Guy Berg) (II) | 1. Den Harry Potter an den Alchimistesteen 2. Den Harry Potter an dem Salazar säi Sall |
| 39. | Македонська     | Північна Македонія | Видавництво «Культура» (I—V) «Младинска книга Скопjе» (VI—VII) | 1. Благородна Богеська-Анчевська (I—V) 2. Лавинія Шувака (VI—VII) | 1. Хари Потер и Каменот на мудроста 2. Хари Потер и Одајата на тајните 3. Хари Потер и Затвореникот од Азкабан 4. Хари Потер и Пламениот пехар 5. Хари Потер и Редот на фениксот 6. Хари Потер и Полукрвниот Принц 7. Хари Потер и Реликвиите на смртта |
| 40. | Малайська       | Малайзія | Pelangi Books | | 1. Harry Potter dengan Batu Hikmat 2. Harry Potter dan Bilik Rahsia 3. Harry Potter dengan Banduan Azkaban 4. Harry Potter dalam Piala Api 5. Harry Potter dalam Kumpulan Phoenix 6. Harry Potter dengan Putera Berdarah Kacukan 7. Harry Potter dengan Azimat Maut |
| 41. | Малаялам        | Індія (Керала) | Manjul Publishing House Pvt. Ltd. | - Радхіка К. Найр (Radhika C. Nair) | 1. ഹാരി പോട്ടര് രസ്ആയനക്കലല് [hāri pōṭṭar rasāyanakkalal] 2. ഹാരി പോട്ടര് നിഗൂഢ നിലവറ [hāri pōṭṭar nigūḍha nilavaṟa] |
| 42. | Маратхі         | Індія | Manjul Publishing House Pvt. Ltd. | 1. Пріянка Кулкарні (Priyanka Kulkarni) (III) 2. Манджуша Амдекар (Manjusha Amdekar) (II, IV, V, VI) 3. Бал Урдхвареше (Bal Urdhwareshe) (I) | 1. हॅरी पॉटर आणि परीस 2. हॅरी पॉटर आणि रहस्यमय तळघर 3. हॅरी पॉटर आणि अझ्कबानचा कैदी 4. हॅरी पॉटर आणि अग्निचषक 5. हॅरी पॉटर आणि फीनिक्स सेना 6. हॅरी पॉटर आणि हाफ-ब्लड प्रिन्स 7. हॅरी पॉटर अँड द डेथली हॅलोज |
| 43. | Монгольська     | Монголія | Nepko Publishing | - Д. Аюуш & Д. Батбаяр | 1. Харри Поттер ба Шидэт Чулуу 2. Харри Поттер ба Нууц Өрөө |
| 44. | Нижньонімецька  | Німеччина | Verlag Michael Jung | 1. Гартмут Циріакс (Hartmut Cyriacks) 2. Петер Ніссен (Peter Nissen) 3. Люке Гедін (Luke Hedin) та ін. | 1. Harry Potter un de Wunnersteen 2. Harry Potter un de grulig Kamer |
| 45. | Нідерландська   | - Бельгія - Нідерланди - Суринам | Standaard / Uitgeverij De Harmonie | * Вібе Бюддінг (Wiebe Buddingh') | 1. Harry Potter en de Steen der Wijzen 2. Harry Potter en de Geheime Kamer 3. Harry Potter en de Gevangene van Azkaban 4. Harry Potter en de Vuurbeker 5. Harry Potter en de Orde van de Feniks 6. Harry Potter en de Halfbloed Prins 7. Harry Potter en de Relieken van de Dood |
| 46. | Німецька        | - Австрія - Німеччина - Ліхтенштейн - Швейцарія - Люксембург                                                                              | Carlsen Verlag | - Клаус Фріц (Klaus Fritz) | 1. Harry Potter und der Stein der Weisen 2. Harry Potter und die Kammer des Schreckens 3. Harry Potter und der Gefangene von Askaban 4. Harry Potter und der Feuerkelch 5. Harry Potter und der Orden des Phönix 6. Harry Potter und der Halbblutprinz 7. Harry Potter und die Heiligtümer des Todes |
| 47. | Непалі          | Непал | Sunbird Publishing House | 1. Шлеша Тхапалія (Shlesha Thapaliya) 2. Біджая Адхікарі (Bijaya Adhikari) | 1. ह्यारी पोटर र पारसमणि |
| 48. | Норвезька       | Норвегія | N.W. Damm & Søn A.S. | - Торстейн Буґґе Геверстад (Torstein Bugge Høverstad) | 1. Harry Potter og de vises stein 2. Harry Potter og Mysteriekammeret 3. Harry Potter og fangen fra Azkaban 4. Harry Potter og ildbegeret 5. Harry Potter og Føniksordenen 6. Harry Potter og Halvblodsprinsen 7. Harry Potter og dødstalismanene |
| 49. | Окситанська     | Франція ( Окситанія) | Per Noste Edicions | 1. Каріна Рішар Борданава (Karina Richard Bòrdanava) (I) 2. Патрік Ґійємжоан (Patric Guilhemjoan) (II) | 1. Harry Potter e la pèira filosofau 2. Harry Potter e la crampa deus secrets |
| 50. | Перська         | Іран | Tandis Books | - Віда Есламіє | 1. هری پاتر و سنگ جادو 2. هری پاتر و حفره اسرارآمیز 3. هری پاتر و زندانی آزکابان 4. هری پاتر و جام آتش 5. هری پاتر و محفل ققنوس 6. هری پاتر و شاهزاده دورگه 7. هری پاتر و یادگاران مرگ |
| 51. | Польська        | Польща | Media Rodzina | - Анджей Польковський (Andrzej Polkowski) | 1. Harry Potter i Kamień Filozoficzny 2. Harry Potter i Komnata Tajemnic 3. Harry Potter i więzień Azkabanu 4. Harry Potter i Czara Ognia 5. Harry Potter i Zakon Feniksa 6. Harry Potter i Książę Półkrwi 7. Harry Potter i Insygnia Śmierci |
| 52. | Португальська   | Бразильська: - Бразилія Європейська: - Португалія                                                                                         | Бразилія: «Editora Rocco Ltda». Португалія: «Editorial Presença» | Бразилія: * Лія Вілер (Lia Wyler) Португалія: 1. Ізабель Фрага (Isabel Fraga) (I) 2. Ізабель Нунеш (Isabel Nunes) 3. Мануела Мадурейра (Manuela Madureira) | Бразилія: 1. Harry Potter e a Pedra Filosofal 2. Harry Potter e a Câmara Secreta 3. Harry Potter e o Prisioneiro de Azkaban 4. Harry Potter e o Cálice de Fogo 5. Harry Potter e a Ordem da Fênix 6. Harry Potter e o Enigma do Príncipe 7. Harry Potter e as Relíquias da Morte Португалія: 1. Harry Potter e a Pedra Filosofal 2. Harry Potter e a Câmara dos Segredos 3. Harry Potter e o Prisioneiro de Azkaban 4. Harry Potter e o Cálice de Fogo 5. Harry Potter e a Ordem da Fénix 6. Harry Potter e o Príncipe Misterioso 7. Harry Potter e os Talismãs da Morte |
| 53. | Російська       | Росія | - Азбука-Аттикус: «Махаон» (нове видання) - «Росмэн Паблишинг» (старе видання) | 1. Марія Співак (I—VII, нове видання) (первісно неофіційні переклади опубліковано в 2014 у видавництві «Махаон») 2. Ігор Оранський (I) 3. Марина Литвинова (II—V) 4. Володимир Бабков (V) 5. Віктор Голишев (V) 6. Леонід Мотильов (V) 7. Сергій Ільїн (VI) 8. Майя Лахуті (VII) | 1. Гарри Поттер и философский камень 2. Гарри Поттер и Тайная комната 3. Гарри Поттер и узник Азкабана 4. Гарри Поттер и Кубок огня 5. Гарри Поттер и Орден Феникса 6. Гарри Поттер и Принц-полукровка 7. Гарри Поттер и Дары Смерти |
| 54. | Румунська       | - Румунія - Молдова | - Egmont Romania - Arthur | - Йоана Єпуряну (Ioana Iepureanu) (Egmont I—VII) - Флорін Бачин (Florin Bacin) (Arthur I) | 1. Harry Potter și Piatra Filozofală 2. Harry Potter și Camera Secretelor 3. Harry Potter și Prizonierul din Azkaban 4. Harry Potter și Pocalul de Foc 5. Harry Potter și Ordinul Phoenix 6. Harry Potter și Prințul Semipur 7. Harry Potter și Talismanele Morții |
| 55. | Сербська        | - Сербія - Чорногорія (із відмінностями в правописі) - Боснія і Герцеговина                                                               | - Alfa — Narodna Knjiga (наклад вилучено) - Evro Giunti - Чорногорія: Nova Knjiga | 1. Драшко Роганович (Draško Roganović) і Весна Стаменкович-Роганович (Vesna Stamenković Roganović) (I—VII) 2. Ана Вукоманович (Ana Vukomanović) (II) | Латиниця: 1. Hari Poter i Kamen mudrosti 2. Hari Poter i Dvorana tajni 3. Hari Poter i zatvorenik iz Askabana 4. Hari Poter i Vatreni Pehar 5. Hari Poter i Red feniksa 6. Hari Poter i Polukrvni Princ 7. Hari Poter i relikvije Smrti Кирилиця: 1. Хари Потер и Камен мудрости 2. Хари Потер и Дворана тајни 3. Хари Потер и Затвореник из Аскабана 4. Хари Потер и Ватрени пехар 5. Хари Потер и Ред феникса 6. Хари Потер и Полукрвни Принц |
| 56. | Сингальська     | Шрі-Ланка | Sarasavi Publishers (Pvt) Ltd | 1. Абхая Хевавасам (I—V) 2. Томсон А Вендабона (VI—VII) | 1. හැරී පොටර් සහ මායා ගල 2. හැරී පොටර් සහ රහස් කුටිය 3. හැරී පොටර් සහ අස්කබාන්හි සිරකරු 4. හැරී පොටර් සහ අග්නි කුසලානය 5. හැරී පොටර් සහ ෆීනික්ස් නිකාය 6. හැරී පොටර් සහ අඩ ලේ කුමාරයා 7. හැරී පොටර් සහ ඩෙත්ලි හැලෝස් |
| 57. | Словацька       | Словаччина | Ikar | 1. Яна Петріковичова (Jana Petrikovičová) (I—II) 2. Ольга Краловичова (Oľga Kralovičová) (III—VI) | 1. Harry Potter a Kameň mudrcov 2. Harry Potter a tajomná komnata 3. Harry Potter a väzeň z Azkabanu 4. Harry Potter a Ohnivá čaša 5. Harry Potter a Fénixov rád 6. Harry Potter a polovičný princ 7. Harry Potter a Dary smrti |
| 58. | Словенська      | Словенія | Mladinska knjiga | 1. Якоб Й. Кенда (Jakob J. Kenda) (I—VII) 2. Бранко Градишник (Branko Gradišnik) (VI) | 1. Harry Potter in Kamen modrosti 2. Harry Potter in Dvorana skrivnosti 3. Harry Potter in Jetnik iz Azkabana 4. Harry Potter in Ognjeni kelih 5. Harry Potter in Feniksov red 6. Harry Potter in Princ mešane krvi (другий переклад, виконаний Кендою), Harry Potter in Polkrvni princ (перший переклад, виконаний Градішником) 7. Harry Potter in Svetinje smrti |
| 59. | Тайська         | Таїланд | Nanmee Books | 1. Сумалі Бумрунгсук (I—II, V—VII) 2. Валіпхон Вангсукун (III) 3. Нгармпун Вейяїва (IV) | 1. แฮร์รี่ พอตเตอร์กับศิลาอาถรรพ์ 2. แฮร์รี่ พอตเตอร์กับห้องแห่งความลับ 3. แฮร์รี่ พอตเตอร์กับนักโทษแห่งอัซคาบัน 4. แฮร์รี่ พอตเตอร์กับถ้วยอัคนี 5. แฮร์รี่ พอตเตอร์กับภาคีนกฟีนิกซ์ 6. แฮร์รี่ พอตเตอร์กับเจ้าชายเลือดผสม 7. แฮร์รี่ พอตเตอร์กับเครื่องรางยมทูต |
| 60. | Тамільська      | Індія | Manjul Publishing House Pvt. Ltd. | ПСВ Кумарасамі (PSV Kumarasamy) (I—II) | 1. ஹாரி பாட்டரும் ரசவாதக் கல்லும் 2. ஹாரி பாட்டரும் பாதாள அறை ரகசியங்களும் |
| 61. | Телугу          | Індія | Manjul Publishing House Pvt. Ltd. | М. С. Б. П. Н. В. Рама Сундарі | 1. హ్యారీ పోటర్ పరుసవేది |
| 62. | Тибетська       | КНР (Тибетський автономний район) | Видавництво «Бод льйонґс мі дманґс дпе скрун кхан» (Bod ljongs mi dmangs dpe skrun khang) | 1. Нор дкіїл Бу чун рг'ял (Nor dkyil Bu chung rgyal) (I—II) [Norkyil Buchung Gyal (ནོར་དཀྱིལ་བུཆུངརྒྱལ་)] | 1. ༄༅།།ཧ་རུའེ་ཕོད་ཐར་དང་ཚེ་རྡོ།། 2. ༄༅།།ཧ་རུའེ་ཕོད་ཐར་དང་གསང་བའི་ཁང་པ།། |
| 63. | Турецька        | Туреччина | - Dost Kitabevi (тільки перший роман) - Yapı Kredi Kültür Sanat Yayıncılık | 1. Мустафа Баїндир (Mustafa Bayındır) (I) 2. Улкю Тамер (Ülkü Tamer) (I) 3. Севін Ок'яй (Sevin Okyay) (II—VII) 4. Кутлухан Кутлу (Kutlukhan Kutlu) (II—VII, шкільні книги) | 1. Harry Potter ve Felsefe Taşı 2. Harry Potter ve Sırlar Odası 3. Harry Potter ve Azkaban Tutsağı 4. Harry Potter ve Ateş Kadehi 5. Harry Potter ve Zümrüdüanka Yoldaşlığı 6. Harry Potter ve Melez Prens 7. Harry Potter ve Ölüm Yadigârları |
| 64. | Угорська        | Угорщина | Animus Publishing | - Тот Тамаш Болдіжар (Tóth Tamás Boldizsár) | 1. Harry Potter és a bölcsek köve 2. Harry Potter és a Titkok Kamrája 3. Harry Potter és az azkabani fogoly 4. Harry Potter és a Tűz Serlege 5. Harry Potter és a Főnix Rendje 6. Harry Potter és a Félvér Herceg 7. Harry Potter és a Halál ereklyéi |
| 65. | Українська      | Україна | А-БА-БА-ГА-ЛА-МА-ГА | 1. Віктор Морозов (всі 7 книжок) 2. Софія Андрухович (частину IV) | 1. Гаррі Поттер і філософський камінь 2. Гаррі Поттер і Таємна кімната 3. Гаррі Поттер і в'язень Азкабану * 4. Гаррі Поттер і Келих вогню * 5. Гаррі Поттер і Орден Фенікса * 6. Гаррі Поттер і Напівкровний Принц * 7. Гаррі Поттер і Смертельні Реліквії * У назвах відповідних фільмів замість сполучника і використовується та |
| 66. | Урду            | Пакистан | Oxford University Press | - Дарахшанда Асгар Хохар (I—IV) | 1. هیرى پوٹر اور پارس پتهر 2. هیرى پوٹر اور رازوں کا کمرہ 3. هیرى پوٹر اور ازكبان كا قیدى 4. هیرى پوٹر اور آگ كا پیاله |
| 67. | Фарерська       | Фарерські острови | Bókadeild Føroya Lærarafelags | 1. Ґуннар Гойдал (Gunnar Hoydal) (I—III) 2. Малан Габерг (Malan Háberg) (IV) 3. Берґур Расмуссен (Bergur Rasmussen) (V—VI) | 1. Harry Potter og Vitramannasteinurin 2. Harry Potter og Kamarið Við Loynidómum 3. Harry Potter og Fangin Úr Azkaban 4. Harry Potter og Eldbikarið 5. Harry Potter og Føniksfylkingin 6. Harry Potter og Hálvblóðsprinsurin 7. Harry Potter og Arvalutir Deyðans |
| 68. | Філіппінська    | Філіппіни | Lampara Books | Беккі Браво (Becky Bravo) | 1. Harry Potter and the Sorcerer's Stone: The Filipino Edition |
| 69. | Фінська         | Фінляндія | Tammi | Йаана Капарі-Йатта (Jaana Kapari-Jatta) | 1. Harry Potter ja viisasten kivi 2. Harry Potter ja salaisuuksien kammio 3. Harry Potter ja Azkabanin vanki 4. Harry Potter ja liekehtivä pikari 5. Harry Potter ja Feeniksin kilta 6. Harry Potter ja Puoliverinen prinssi 7. Harry Potter ja Kuoleman varjelukset |
| 70. | Французька      | - Бельгія ( Фландрія) - Канада - Франція - Швейцарія - Люксембург                                                                         | Éditions Gallimard | Жан-Франсуа Менар (Jean-François Ménard) (він також здійснив переклад «підручників» Fantastic Beasts and Where to Find Them і Quidditch Through the Ages) | 1. Harry Potter à l'école des sorciers 2. Harry Potter et la Chambre des secrets 3. Harry Potter et le Prisonnier d'Azkaban 4. Harry Potter et la Coupe de feu 5. Harry Potter et l'Ordre du phénix 6. Harry Potter et le Prince de sang-mêlé 7. Harry Potter et les Reliques de la Mort |
| 71. | Хорватська      | Хорватія | Algoritam | 1. Златко Црнкович (Zlatko Crnković) (I—III) 2. Дубравка Петрович (Dubravka Petrović) (IV—VI) | 1. Harry Potter i Kamen mudraca 2. Harry Potter i Odaja tajni 3. Harry Potter i Zatočenik Azkabana 4. Harry Potter i Plameni Pehar 5. Harry Potter i Red feniksa 6. Harry Potter i Princ miješane krvi 7. Harry Potter i Darovi smrti |
| 72. | Чеська          | Чехія | Albatros | 1. Владімір Медек (Vladimír Medek) (I, II, IV) 2. Павел Медек (Pavel Medek) (III, V, VI, VII) | 1. Harry Potter a kámen mudrců 2. Harry Potter a tajemná komnata 3. Harry Potter a vězeň z Azkabanu 4. Harry Potter a ohnivý pohár 5. Harry Potter a Fénixův řád 6. Harry Potter a princ dvojí krve 7. Harry Potter a relikvie smrti |
| 73. | Шведська        | - Швеція - Фінляндія | Tiden Young Books / Raben & Sjögren | Лена Фріс-Ґедін (Lena Fries-Gedin) | 1. Harry Potter och de vises sten 2. Harry Potter och Hemligheternas kammare 3. Harry Potter och fången från Azkaban 4. Harry Potter och den flammande bägaren 5. Harry Potter och Fenixorden 6. Harry Potter och Halvblodsprinsen 7. Harry Potter och dödsrelikerna |
| 74. | Японська        | Японія | ТОВ «Сай-зан-ся» (Say-zan-sha Publications Ltd.) | Юко Мацуока (яп. 松岡 佑子, Matsuoka Yūko) | 1. ハリー・ポッターと賢者の石 2. ハリー・ポッターと秘密の部屋 3. ハリー・ポッターとアズカバンの囚人 4. ハリー・ポッターと炎のゴブレット 5. ハリー・ポッターと不死鳥の騎士団 6. ハリー・ポッターと謎のプリンス 7. ハリー・ポッターと死の秘宝 |

## Псевдопереклади
Від неофіційних, «піратських» перекладів слід відрізняти так звані «псевдопереклади» (fake translations). Вони не є перекладами книжок Джоан К. Ролінґ, а являють собою пастиші або фанфіки, що зарубіжний видавець намагається видати за переклад справжніх романів про Гаррі Поттера. Існує кілька таких псевдоперекладів, напевно, найбільш відомий з них — «Гаррі Поттер і Бао Зоулонг» (Harry Potter and Bao Zoulong), що був написаний і опублікований у Китаї у 2002 р., ще до виходу в світ п'ятої книжки серії «Гаррі Поттер і Орден Фенікса».
Інші підробні історії про Гаррі Поттера, написані китайською мовою, включають: «Гаррі Поттер і Порцелянова Лялька» (Harry Potter and the Porcelain Doll, кит.: 哈利・波特与瓷娃娃), «Гаррі Поттер і Золота Черепаха» (Harry Potter and the Golden Turtle), «Гаррі Поттер і Криштальна Ваза» (Harry Potter and the Crystal Vase). У серпні 2007 р. The New York Times зазначила, що публікація Deathly Hallows спричинила «вал переважно китайських підробок», навівши короткі виклади сюжетів і уривки з подібних творів. серед яких «Гаррі Поттер і китайські зарубіжні студенти в Гоґвортській Школі Чарів і Чаклунства» (Harry Potter and the Chinese Overseas Students at the Hogwarts School of Witchcraft and Wizardry), «Гаррі Поттер і Велика Лійка» (Harry Potter and the Big Funnel). У 2003 році правовий тиск з боку правовласників вимусив індійського видавця припинити публікацію книжки «Гаррі Поттер у Калькутті» (Harry Potter in Calcutta), де Гаррі зустрічається з персонажами бенгальської літератури.

## «Американізація» тексту
Розбіжності між британською і американською редакціями тексту іноді називають «перекладом» американською англійською мовою. Найбільш відомий приклад це назва першої книжки серії: Harry Potter and the Philosopher's Stone у Британії і Harry Potter and the Sorcerer's Stone у Сполучених Штатах. Заголовок змінено з тієї причини, що видавець вирішив не уводити дітей в оману словом «філософ» у назві книжки, яка не має стосунку до філософії. Інші переклади також змінювали назву першої книжки: французький названо «Гаррі Поттер у школі магів» (Harry Potter à l'école des sorciers). Мотив був тим же самим, а саме уникнути слова, що могло бути надто «темним для молодого читацького загалу» («too obscure for a book aimed at the youth.»).

## Проблеми перекладу

### Культурні й мовні особливості
Багато особливостей британської культури й мови можуть бути незнайомими зарубіжним читачам. Такі моменти потребують особливо ретельного і чуткого перекладу, творчого підходу до процесу. Труднощі спричиняє і вживання в книжках розмовної англійської мови, з особливостями якої також мусять рахуватися перекладачі.

### Рими, анаграми, акроніми
Книжки серії містять чимало пісень, поезій, віршів, деякі з яких становлять труднощі для перекладачів. Один з таких віршів — загадка, задана сфінксом у книжці «Гаррі Поттер і Келих вогню». Вона полягає в тім, щоб скласти ключове слово (в оригіналі — spider) зі слів, взятих з вірша. У тайванському перекладі англійські слова просто навели в дужках. В інших перекладах слова в перекладі вірша були дібрані таким чином, щоб утворити у розгадці ключове слово «павук».

### Новотвори, власні назви, імена
Чеський видавник Ондржей Мюллер в інтерв'ю (Відео на YouTube) зазначив, що під час перекладу першої книги розглядав можливість адаптації імені головного героя Гаррі Поттера до чеського варіанту «Їндра Грнчірж» (чеськ. Jindra Hrnčíř).

### Стать персонажа
В оригінальному тексті у деяких із персонажів трудно визначити їхню стать: їх називають титулом, прізвищем або ім'ям, що може належати як чоловіку, так і жінці. При перекладі мовами, що мають родові форми прикметника, цю особливість мусять враховувати і здогадуватися про стать персонажа. У перекладі івритом Блеза Забіні первісно зробили дівчинкою, хоча в наступних книжках серії виявилося, що це хлопчик. Для уникнення подібних казусів португальська перекладачка Ізабель Нунеш спеціально питала авторку про стать таких персонажів, як Забіні, професор Сіністра і «R.A.B.».